# James Shaffer
James Christian Shaffer (Rosedale, Califórnia, 6 de junho de 1970) é um guitarrista estadunidense.
É guitarrista e um dos fundadores da banda de Nu metal Korn.
Seu apelido "Munky" é uma referência a seus pés que se assemelham as mãos de macaco

## Discografia

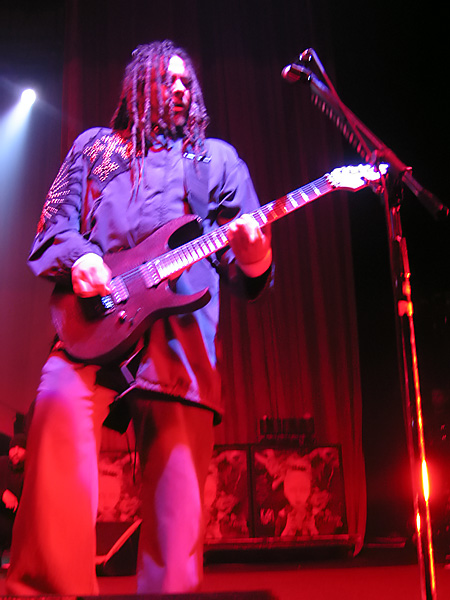
James 'Munky' Shaffer in Milwaukee.

### Com L.A.P.D.
- 1989 - Love and Peace, Dude
- 1991 - Who's Laughing Now
- 1997 - L.A.P.D (Compilation)

### Com KoRn
- 1994 - Korn
- 1996 - Life Is Peachy
- 1998 - Follow the Leader
- 1999 - Issues
- 2002 - Untouchables
- 2003 - Take a Look in the Mirror
- 2005 - See You on the Other Side
- 2007 - Untitled (álbum)
- 2010 - Korn III: Remember Who You Are
- 2011 -The Path of Totality
- 2013 - The Paradigm Shift
- 2016 - The Serenity of Suffering
- 2019 - The Nothing
- 2022 - Requiem

### Com Fear and the Nervous System
- TBA - Upcoming studio album